# Anna Caballé Masforroll
Anna Caballé Masforroll (Hospitalet de Llobregat, 1954) és professora titular de Literatura Espanyola de la Universitat de Barcelona i responsable de la Unitat d'Estudis Biogràfics. La seva línia de recerca és l'estudi i la divulgació de l'escriptura autobiogràfica en llengua espanyola. L'any 2019 va ser guardonada amb el premi nacional d'història per la seva recerca sobre Concepción Arenal.
Entre d'altres distincions, va rebre el premi extraordinari de doctorat per la seva tesi La literatura autobiográfica en España (1939-1975) i Premi Gaziel 2009 de Biografies i Memòries (juntament amb Israel Rolón), per la biografia de Carmen Laforet. És col·laboradora habitual del suplement ABC Cultural i d'altres mitjans de comunicació.

## Llibres publicats
Ha publicat La vida y la obra de Paulino Masip (Edicions del Mall, 1987); Narcisos de tinta. Ensayo sobre la literatura autobiográfica en llengua castellana (1939-1975) (Megazul, 1995); Mi vida es mia, en col·laboració amb Joana Bonet (Plaza&Janés, 2000); Francisco Umbral. El frío de una vida (Espasa, 2004); Cinco conversaciones con Carlos Castilla del Pino (Península, 2005); Una breve historia de la misoginia (Lumen, 2006); La bolsa de Ana Karenina (Península, 2008) i Carmen Laforet. Una mujer en fuga en col·laboració amb Israel Rolón (RBA, 2010). Així mateix, ha publicat nombrosos treballs en obres col·lectives relacionades amb la seva especialitat.
Ha editat La tía Tula i Amor y pedagogía de Miguel de Unamuno (Espasa, col·lecció Austral, 1990 i 1991); Mi defensa y Recuerdos de provincia de Domingo Faustino Sarmiento (Cercle de Lectors, col·lecció Opera Mundi, 1996) i ha dirigit la col·lecció La vida escrita por las mujeres, obra en 4 volums: Por mi alma os digo. De l'edat mitjana a la Il·lustració; La pluma como espada. Del Romanticisme al Modernisme, Explicando estrellas. Segle XX (1) i Lo mío es escribir. Segle XX (2) (Cercle de Lectors, 2003; Lumen, 2004).

## Unitat d'Estudis Biogràfics
La Unitat d'Estudis Biogràfics (UEB) va ser creada en 1994 i compta amb el suport del Ministeri de Ciència i Innovació i la Generalitat de Catalunya. Centra la seva recerca en el rescat, preservació i estudi de l'escriptura autobiogràfica. El centre disposa d'una biblioteca especialitzada, i un arxiu de memòria constituït per les donacions de particulars, per un fons d'autobiografies escrites entre 1998 i 2002 (BIODIGITHUM) i un fons format per autobiografies d'estudiants de la Universitat de Barcelona (VITASTUDENS). Entre 1996 i 2007 va editar una revista centrada en l'anàlisi dels gèneres autobiogràfics, Butlletí de la Unitat d'Estudis Biogràfics, anomenada després Memòria (segona etapa). En l'actualitat, disposa d'una col·lecció de llibres Vides escrites destinada a donar publicitat a textos dipositats en la UEB.